# 石月昭二
石月 昭二（いしづき しょうじ、1927年7月11日 - 2013年11月2日）は、日本の運輸官僚。

## 来歴・人物
新潟県新津市出身。1953年に東京大学経済学部を卒業し、同年に運輸省に入省。1980年6月に大臣官房総務審議官に就任し、1983年6月から1984年7月までに海上保安庁長官を務めた。1984年8月に日本長期信用銀行顧問、1987年4月に新幹線鉄道保有機構理事長、1990年4月に国鉄清算事業団理事長、1993年6月に日本観光協会会長、1999年6月に日本気象協会会長を歴任した。
2002年4月に勲二等旭日重光章を受章した。
2013年11月2日、急性心筋梗塞のために死去。86歳没。